# Japanska perioder
Japansk tideräkning eller nengo (japanska: 年号?, nen'gō) utgår från kejserliga regeringsperioder och var av hävd byggt på en månkalender. Systemet kommer från kejsartidens Kina och infördes i Japan under Naraperioden. Liknande system har även funnits i Kina, Korea och Vietnam, men det är bara i Japan det fortfarande är i bruk. På officiella dokument används i regel nengo-systemet, medan det i vardagligt bruk blandas friskt med den västerländska tideräkningen.

## Bakgrund och beskrivning
Ursprungligen kunde en kejsare ha flera regeringsperioder och perioderna byttes ofta ut av olika astrologiska eller politiska skäl. I samband med Meijirestaurationen 1867–68 övergick Japan till att bara ha en regeringsperiod per kejsare, vilket praktiserats i Kina sedan Mingdynastin. I samband med detta har det blivit brukligt att identifiera kejsare med sin regeringsperiod snarare än med det postuma namnet. Den 1 januari 1873 övergick Japan även till den västerländska gregorianska kalendern.
Till skillnad från kinesiska regeringsperioder som inleds det första året efter en ny kejsare tillträtt, ändras japanska regeringsperioder samma år som kejsaren avlider och datum ändras retroaktivt vid behov.
Mellan år 654 och 701 inleddes ingen ny period, med undantag för ett försök att återuppliva systemet 686. Sedan dess finns dock en obruten lista över perioder. För de årtal som fattas, samt för tiden före den första perioden, används i officiella historiska den regerande kejsarens namn följt av ett årtal. Det första årtalet i en sådan tideräkning är kejsare Jimmus regering, år 1, vilket motsvarar år 660 f.Kr. När Japan var delat mellan två rivaliserande troner, höll sig de respektive hoven med separata perioder.
Vid tronbytet den 1 maj 2019 startade den nya perioden reiwa, inledd med reiwa 1. Det första året i en period (元年, gannen) har alltså nummer 1, inte 0.

## Äldre tid med startår

### Asukaeran
- 645 大化 Taika
- 650–654 白雉 Hakuchi
  - 655 kejsarinnan Saimeis regering
  - 662 kejsaren Tenjis regering
  - 672 kejsaren Kōbuns regering
  - 673 kejsaren Temmus regering
- 686 朱鳥 Shuchō
  - 686 kejsarinnan Jitōs regering
  - 697 kejsaren Mommus regering
- 701 大宝 Taihō (Daihō)
- 704 慶雲 Keiun
- 708 和銅 Wadō

### Naraeran
- 715 霊亀 Reiki
- 717 養老 Yōrō
- 724 神亀 Jinki
- 729 天平 Tenpyō
- 749 天平感宝 Tenpyō-kanpō
- 749 天平勝宝 Tenpyō-shōhō
- 757 天平宝字 Tenpyō-hōji
- 765 天平神護 Tenpyō-jingo
- 767 神護景雲 Jingo-keiun
- 770 宝亀 Hōki

### Heianeran
- 781 天応 Tenō
- 782 延暦 Enryaku
- 806 大同 Daidō
- 810 弘仁 Kōnin
- 824 天長 Tenchō
- 834 承和 Jōwa (Shōwa, Sōwa)
- 848 嘉祥 Kajō
- 851 仁寿 Ninju
- 854 斉衡 Saikō
- 857 天安 Tennan
- 859 貞観 Jōgan
- 877 元慶 Gangyō (Gankyō, Genkei)
- 885 仁和 Ninna
- 889 寛平 Kanpyō
- 898 昌泰 Shōtai
- 901 延喜 Engi
- 923 延長 Enchō
- 931 承平 Jōhei (Shōhei)
- 938 天慶 Tengyō
- 947 天暦 Tenryaku
- 957 天徳 Tentoku
- 961 応和 Ōwa
- 964 康保 Kōhō
- 968 安和 Anna
- 970 天禄 Tenroku
- 973 天延 Tenen
- 976 貞元 Jōgen
- 978 天元 Tengen
- 983 永観 Eikan
- 985 寛和 Kanna
- 987 永延 Eien
- 988 永祚 Eiso
- 990 正暦 Shōryaku (Jōryaku, Shōreki)
- 995 長徳 Chōtoku
- 999 長保 Chōhō
- 1004 寛弘 Kankō
- 1012 長和 Chōwa
- 1017 寛仁 Kannin
- 1021 治安 Jian
- 1024 万寿 Manju
- 1028 長元 Chōgen
- 1037 長暦 Chōryaku
- 1040 長久 Chōkyū
- 1044 寛徳 Kantoku
- 1046 永承 Eishō
- 1053 天喜 Tengi
- 1058 康平 Kōhei
- 1065 治暦 Jiryaku
- 1069 延久 Enkyū
- 1074 承保 Jōhō
- 1077 承暦 Jōryaku (Shōryaku, Shōreki)
- 1081 永保 Eihō
- 1084 応徳 Ōtoku
- 1087 寛治 Kanji
- 1094 嘉保 Kahō
- 1096 永長 Eichō
- 1097 承徳 Jōtoku (Shōtoku)
- 1099 康和 Kōwa
- 1104 長治 Chōji
- 1106 嘉承 Kajō (Kashō, Kasō)
- 1108 天仁 Tennin
- 1110 天永 Tenei
- 1113 永久 Eikyū
- 1118 元永 Genei
- 1120 保安 Hōan
- 1124 天治 Tenji
- 1126 大治 Daiji (Taiji)
- 1131 天承 Tenshō (Tenjō)
- 1132 長承 Chōshō (Chōjō)
- 1135 保延 Hōen
- 1141 永治 Eiji
- 1142 康治 Kōji
- 1144 天養 Tenyō
- 1145 久安 Kyūan
- 1151 仁平 Ninpei (Ninpyō)
- 1154 久寿 Kyūju
- 1156 保元 Hōgen
- 1159 平治 Heiji
- 1160 永暦 Eiryaku
- 1161 応保 Ōhō
- 1163 長寛 Chōkan
- 1165 永万 Eiman
- 1166 仁安 Ninnan
- 1169 嘉応 Kaō
- 1171 承安 Jōan
- 1175 安元 Angen
- 1177 治承 Jishō (Jijō)
- 1181 養和 Yōwa
- 1182 寿永 Juei
- 1184 元暦 Genryaku
- 1185 文治 Bunji
- 1190 建久 Kenkyū

### Kamakuraeran
- 1199 正治 Shōji
- 1201 建仁 Kennin
- 1204 元久 Genkyū
- 1206 建永 Kenei
- 1207 承元 Jōgen
- 1211 建暦 Kenryaku
- 1213 建保 Kenpō
- 1219 承久 Jōkyū
- 1222 貞応 Jōō
- 1224 元仁 Gennin
- 1225 嘉禄 Karoku
- 1227 安貞 Antei
- 1229 寛喜 Kanki (Kangi)
- 1232 貞永 Jōei
- 1233 天福 Tenpuku
- 1234 文暦 Bunryaku
- 1235 嘉禎 Katei
- 1238 暦仁 Ryakunin
- 1239 延応 Enō
- 1240 仁治 Ninji
- 1243 寛元 Kangen
- 1247 宝治 Hōji
- 1249 建長 Kenchō
- 1256 康元 Kōgen
- 1257 正嘉 Shōka
- 1259 正元 Shōgen
- 1260 文応 Bunō
- 1261 弘長 Kōchō
- 1264 文永 Bunei
- 1275 建治 Kenji
- 1278 弘安 Kōan
- 1288 正応 Shōō
- 1293 永仁 Einin
- 1299 正安 Shōan
- 1302 乾元 Kengen
- 1303 嘉元 Kagen
- 1306 徳治 Tokuji
- 1308 延慶 Enkei (Enkyō)
- 1311 応長 Ōchō
- 1312 正和 Shōwa
- 1317 文保 Bunpō
- 1319 元応 Genō
- 1321 元亨 Genkyō (Genkō)
- 1324 正中 Shōchū
- 1326 嘉暦 Karyaku
- 1329 元徳 Gentoku
- 1331 元弘 Genkō
- 1334 建武 Kenmu

## Ashikagaeran

### Det delade Japan
- Det delade Japan: Nanboku-chō (södra tronen)
  - 1336 延元 Engen
  - 1340 興国 Kōkoku
  - 1346 正平 Shōhei
  - 1370 建徳 Kentoku
  - 1372 文中 Bunchū
  - 1375 天授 Tenju
  - 1381 弘和 Kōwa
  - 1384 元中 Genchū (Genchū 9 motsvarar Meitoku 3 efter återföreningen)

- Det delade Japan: Nanboku-chō (norra tronen)
  -     - 1332 正慶 Shōkei Användes av det konkurrerande kejsarhuset Jimyōintō som kom att bilda den norra tronen.
    - 1336 Kenmuperioden fortsätter ytterligare två år vid den norra tronen.

  - 1338 暦応 Ryakuō
  - 1342 康永 Kōei
  - 1345 貞和 Jōwa
  - 1350 観応 Kanō (Kannō)
  - 1352 文和 Bunna
  - 1356 延文 Enbun
  - 1361 康安 Kōan
  - 1362 貞治 Jōji
  - 1368 応安 Ōan
  - 1375 永和 Eiwa
  - 1379 康暦 Kōryaku
  - 1381 永徳 Eitoku
  - 1384 至徳 Shitoku
  - 1387 嘉慶 Kakei
  - 1389 康応 Kōō
  - 1390 明徳 Meitoku

### Efter återföreningen
- 1394 応永 Ōei
- 1428 正長 Shōchō
- 1429 永享 Eikyō
- 1441 嘉吉 Kakitsu
- 1444 文安 Bunnan
- 1449 宝徳 Hōtoku
- 1452 享徳 Kyōtoku
- 1455 康正 Kōshō
- 1457 長禄 Chōroku
- 1460 寛正 Kanshō
- 1466 文正 Bunshō

## SengokueranochMomoyama
- 1467 応仁 Ōnin
- 1469 文明 Bunmei
- 1487 長享 Chōkyō
- 1489 延徳 Entoku
- 1492 明応 Meiō
- 1501 文亀 Bunki
- 1504 永正 Eishō (Sengoku)
- 1521 大永 Daiei
- 1528 享禄 Kyōroku
- 1532 天文 Tenbun (Tenmon)
- 1555 弘治 Kōji
- 1558 永禄 Eiroku
- 1570 元亀 Genki
- 1573 天正 Tenshō
- 1592 文禄 Bunroku
- 1596 慶長 Keichō

## Tokugawashogunatet(Edoperioden)
- 1615 元和 Genna
- 1624 寛永 Kanei
- 1644 正保 Shōhō
- 1648 慶安 Keian
- 1652 承応 Jōō
- 1655 明暦 Meireki
- 1658 万治 Manji
- 1661 寛文 Kanbun
- 1673 延宝 Enpō
- 1681 天和 Tenna
- 1684 貞享 Jōkyō
- 1688 元禄 Genroku
- 1704 宝永 Hōei
- 1711 正徳 Shōtoku
- 1716 享保 Kyōhō
- 1736 元文 Genbun
- 1741 寛保 Kanpō
- 1744 延享 Enkyō
- 1748 寛延 Kanen
- 1751 宝暦 Hōreki
- 1764 明和 Meiwa
- 1772 安永 Anei
- 1781 天明 Tenmei
- 1789 寛政 Kansei
- 1801 享和 Kyōwa
- 1804 文化 Bunka
- 1818 文政 Bunsei
- 1830 天保 Tenpō
- 1844 弘化 Kōka
- 1848 嘉永 Kaei
- 1854 安政 Ansei
- 1860 万延 Manen
- 1861 文久 Bunkyū
- 1864 元治 Genji
- 1865 慶応 Keiō

## Eftermeijirestaurationen
- 1868 明治 Meiji
- 1912 大正 Taishō
- 1926 昭和 Shōwa
- 1989 平成 Heisei
- 2019 令和 Reiwa